# 강기운
강기운(姜基云, 1897년 4월 24일 ~ 1944년 9월 5일)은 한국의 독립운동가이다. 함북 회령에서 태어나 간도 허룽(和龍)에서 대한국민회에 가입하고 송언지회에서 경호원으로 활동했으며 일제의 밀정 이덕선을 처단하는 등의 일을 했으며 이후 1922년 4월 일제에 체포되었다가 1933년 2월 7일 석방되었다.